# Jardín de hierbas medicinales de Hi'iaka
El Jardín de hierbas medicinales de Hi'iaka (en inglés: Hi'iaka's Healing Herb Garden) es un jardín botánico especializado en plantas medicinales, de 1 hectárea de extensión, en la parte sureste de Hawái, Hawái.

## Localización
Se ubica en la intersección de la "Route 130" (Kea‘au-Pahoa Road).
Hi'iaka's Healing Herb Garden, 15-1667 2nd Avenue, Kea'au, Hawaii county, Hawaii HI 96749 United States of America-Estados Unidos de América.
Planos y vistas satelitales.19°37′16″N 155°2′30″O / 19.62111, -155.04167
Se abre algunos días de la semana por la tarde. Se paga una tarifa de entrada.

## Historia
En la Isla Grande de Hawái, la diosa-volcán Pelé ha sido adorada y temida. La querida hermana menor de Pelé, "Hi'iaka", era jardinera, herbolaria y curandera.
Es en honor de "Hi'iaka", que ha sido recreado un jardín curativo especial. Es un espacio sagrado en el que se aprende acerca de Hi'iaka y los cientos de plantas medicinales de los que nos nutrimos, aprendemos y compartimos con otras personas a quienes también les encanta la "'aina" (tierra).

## Colecciones
El jardín contiene ahora unas 80 especies de plantas hawaianas, incluidas las plantas medicinales en peligro de Hawái y otras áreas tropicales.
La colección hace énfasis en las plantas tradicionales de Hawái tal como Morinda citrifolia (noni), Pipturus albidus (Māmaki), Mimosa pudica, Aleurites moluccana (kukui), Passiflora edulis  (lilikoi),